# Informe Wolfenden
L'informe del comitè encarregat en infraccions homosexuals i prostitució (més conegut com a informe Wolfenden, per Lord Wolfenden, el portaveu del comitè) es va publicar al Regne Unit el 3 de setembre de 1957 després que diversos homes molt coneguts fossin condemnats per delictes d'homosexualitat, incloent Peter Wildeblood.

## El comitè
El comitè de catorze membres, incloses tres dones, tenia com a objectiu principal fer un estudi sobre l'homosexualitat i la legislació que existia sobre aquest tema. Estava liderat per John Wolfenden (1906-1985) que prèviament havia estat el director dels col·legis Uppingham i Shrewsbury i que el 1950 va ser el vicerector de la Universitat de Reading i més tard director del Museu Britànic.
A més del portaveu, els membres que formaven el comitè van ser:
- James Adair, antic inspector fiscal de Glasgow
- Mary G. Cohen, vicepresident de Girl Guides de Glasgow, portaveu de l'associació escocesa de clubs per a noies.
- Desmond Curran, expert psiquiatre de l'hospital St George, assessor psiquiàtric de Londres i de la Royal Navy.
- V. A. Demant, canonge del Christ Church i professor de moral i teologia pastoral a la Universitat d'Oxford (un anglocatòlic).
- Justice Diplock, jutge d'Oxford i de la Cort Suprema.
- Hugh Linstead, parlamentari conservador per Putney i farmacèutic.
- Marquès de Lothian, ministre del Foreign Office.
- Kathleen Lovibond, portaveu de l'Uxbridge juvenile Magistrates' Courty i membre de la secció femenina del Partit Conservador.
- Victor Mishcon, advocat de l'estat i regidor del Partit Laborista a l'Ajuntament de Londres.
- Goronwy Rees, director de la Universitat d'Aberystwyth, a Gal·les.
- R.F.V. Scott, pastor presbiterià pastor de l'Església d'Escòcia
- Lady Stopford, doctora, magistrada i esposa del vicerector de la Universitat de Manchester
- William T. Wells, parlamentari laborista per Walsall North i Barrister
- Joseph Whitby, metge general amb experiència psiquiàtrica.

La primera reunió del comitè va ser el 15 de setembre de 1954 i es van reunir durant 62 dies, 32 dels quals van ser per entrevistar testimonis. Wolfenden va suggerir en els preliminars que per consideració amb les dames presents a la sala usessin els eufemismes Huntley & Palmers (unes galetes britàniques), Huntley para homosexuals i Palmers per a les prostitutes. Els testimoniatges van ser aportats per la policia, agents de llibertat vigilada, psiquiatres, líders religiosos i gais les vides dels quals estaven afectades per la llei.

## Recomanacions de l'informe
En contra de les idees convencionals del moment, el comitè va recomanar que "el comportament homosexual en privat i entre adults que consentissin no havia de seguir sent un delicte". Tots, excepte James Adair, van estar a favor i, contràriament als testimonis d'alguns metges i psiquiatres d'aquell temps, van considerar que "l'homosexualitat no podia legítimament ser considerada una malaltia perquè en molts casos era només un símptoma i era compatible amb una completa salut mental en altres aspectes." L'informe afegia: "La funció de la llei és preservar l'ordre públic i la decència, protegir el ciutadà del que és ofensiu o perjudicial, i proporcionar suficient salvaguarda contra l'explotació i la corrupció d'uns altres (...) No és funció de la llei, a la nostra manera de veure, intervenir en la vida privada dels ciutadans o tractar d'imposar qualsevol tipus de comportament". L'edat de consentiment es va fixar en els 21 anys, la majoria d'edat en el Regne Unit d'aleshores.
L'informe també va discutir l'augment de la prostitució de carrer, que s'associava amb la "inestabilitat de la comunitat" i la "feblesa de la família". Com a resultat, va haver-hi mesures policials per seguir la prostitució de carrer.

## Repercussions
Les recomanacions de l'informe van produir un considerable debat públic, inclòs un famós intercanvi de punts de vista en publicacions entre Lord Devlin, un destacat jutge britànic que va donar conferències i va publicar llibres en contra de les bases filosòfiques de l'informe, i H. L. A. Hart, un expert en jurisprudència que estava a favor de la tesi de l'informe.
Les recomanacions finalment van ser tingudes en compte en la Llei de delictes sexuals de 1967, aplicable només a Anglaterra i Gal·les, que va reemplaçar les anteriors lleis sobre homosexualitat contingudes en la Llei de delictes contra la persona de 1861. La llei va ser aprovada per un estret marge una dècada després d'haver-se publicat l'informe el 1957.
La publicació de l'informe va ser el punt d'inflexió per a la legalització de l'homosexualitat al Regne unit i va influir en alguns dels països occidentals on encara les pràctiques homosexuals no estaven permeses, i que donaria pas posteriorment a la resta de lar reivindicacions de drets LGBT, com és el matrimoni homosexual.
John Wolfenden se situa en el lloc 45è en la llista dels 500 herois per a lesbianes i gais publicada a Pink Paper.